# Polynoe opisthoglene
Polynoe opisthoglene är en ringmaskart som beskrevs av Grube 1876. Polynoe opisthoglene ingår i släktet Polynoe och familjen Polynoidae. Inga underarter finns listade i Catalogue of Life.